# 板屋大橋
板屋大橋（いたやおおはし）は、岐阜県岐阜市の板屋川（伊自良川支流）に架かる岐阜市道の橋である。岐阜県道91号岐阜美山線「板屋大橋東」交差点の西にある。

## 概要
- 供用： 1975年（昭和50年）10月
- 延長： 129.0m
- 幅員： 9.3m
- 区間： 岐阜県岐阜市北柿ヶ瀬

## 周辺施設
- 板屋公園
  - 板屋AB球場 （ソフトボール専用球場）
- 岐阜バス南柿ヶ瀬営業所